# Nikolaï Chine
Nikolaï Chine (en russe : Николай Шин, en coréen : 신순남; Dalnegorsk, Kraï du Primorié, URSS, 1928- Tachkent, 18 août 2006) était un peintre ouzbek d'origine coréenne.

## Biographie
En 1937 il fut déporté avec sa famille en Asie centrale.
En 1949, il se diplôma à l'école de beaux arts de Tachkent et son œuvre commença à être considérée après le Festival mondial de la jeunesse et des étudiants de 1957 à Moscou. Ne correspondant pas au style promu par le gouvernement ouzbek, l'artiste ne peut organiser d'exposition de ses œuvres, sauf une fois en 1988.
Le réalisateur Kim So-young parle de sa vie dans un documentaire de 2000 : Sky-Blue Hometown. En 2018, l'académie des arts de l'Ouzbékistan organise une rétrospective de l'œuvre de Nikolaï Chine.

## Œuvre
Selon l'artiste, ses peintures reflètent l'idéographie orientale mêlée à des influences méditerranéennes. Son style est un mélange d'abstrait et de romantisme. Son œuvre s'est focalisée sur deux thèmes : Requiem ou sur le retour massif des Coréens des territoires de l'extrème Est, et la légende de l'amour (plus de 100 œuvres).